# Kremlёvskie kuranty
Kremlёvskie kuranty (Кремлёвские куранты) è un film del 1970 diretto da Viktor Michajlovič Georgiev.